# Plazmová lampa

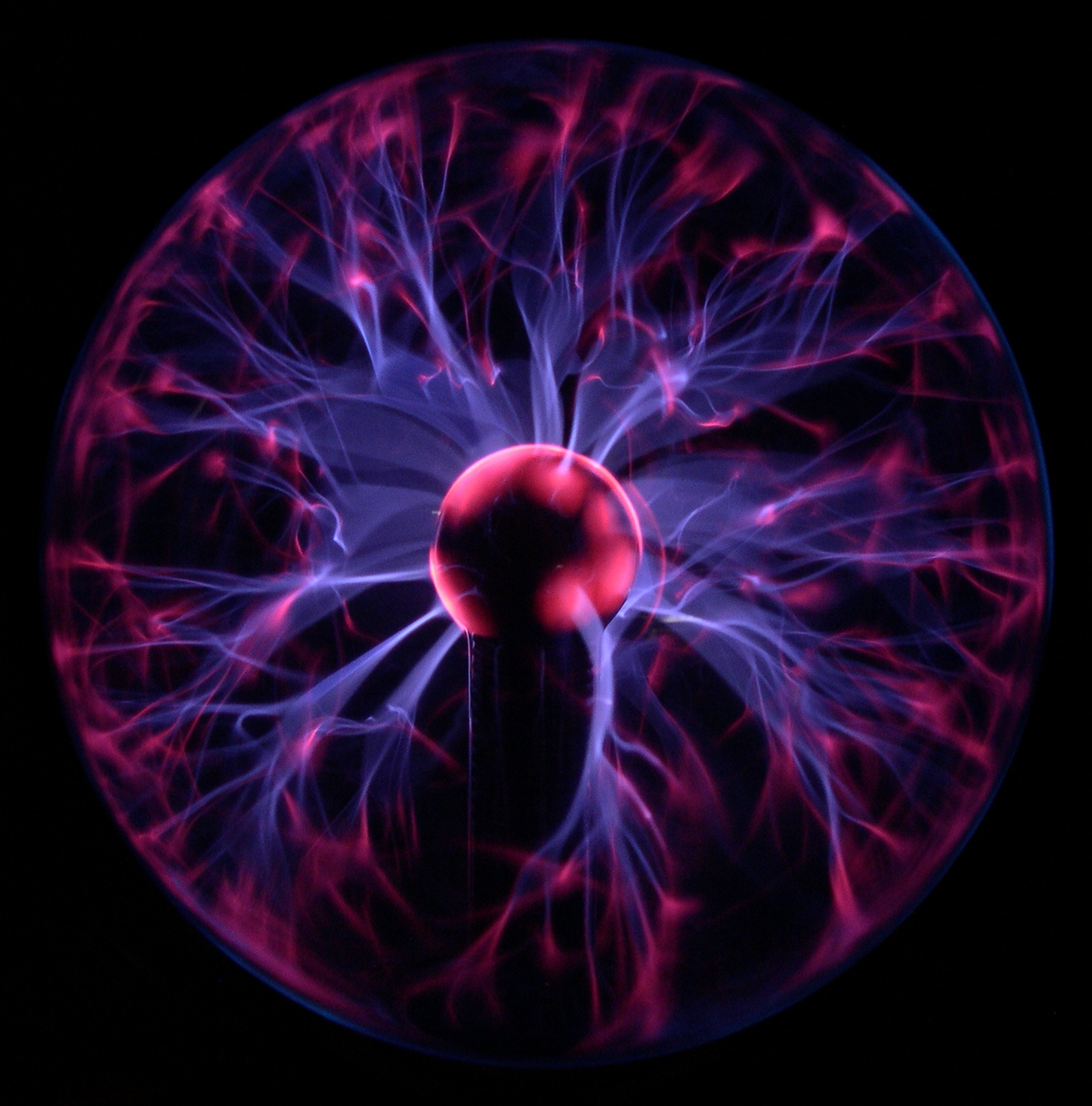
Plazmová lampa

Plazmová lampa je druh dekorativního osvětlovacího tělesa. Jedná se o skleněnou kouli plněnou inertním plynem (např. směsí dusíku a argonu). Tlak plynu je nízký, v komerčně vyráběných plazmových lampách se pohybuje okolo jedné setiny atmosféry.

## Charakteristika
Uprostřed lampy se nachází kovová elektroda připojená na vysokonapěťový transformátor pracující se střídavým proudem. Po zapnutí vzniká v plynu mnohonásobný výboj mezi elektrodou a skleněným povrchem. Přiložený adaptér převádí střídavé napětí 230 V na stejnosměrné 5–10 V. V tranzistorovém obvodu je pak generováno střídavé napětí 5–20 kV o frekvenci 10–40 kHz, které se přivádí na elektrodu. Mezi ní a povrchem vzniká silné elektrické pole. Elektrony urychlené polem se srážejí s atomy plynu a způsobují jejich excitaci a ionizaci. U míst s vyšší koncentrací ionizovaných částic vzniká proudový kanál. V jeho blízkosti dochází ke značné excitaci atomů plynu. Jakmile dojde k deexcitaci, je vyzářeno viditelné světlo.
Přiložíme-li ruku na povrch koule, je v důsledku zvýšené kapacity v místě dotyku ihned iniciován proudový kanál (vizte video). Kromě klasického kulovitého tvaru se vyrábí i jiné tvary. Plazmové lampy jsou běžně k dostání v obchodní síti. Jejím autorem je fyzik William P. Parker, který ji v roce 1973 zkonstruoval při pokusech s elektrickými výboji v neonu a argonu.

## Galerie

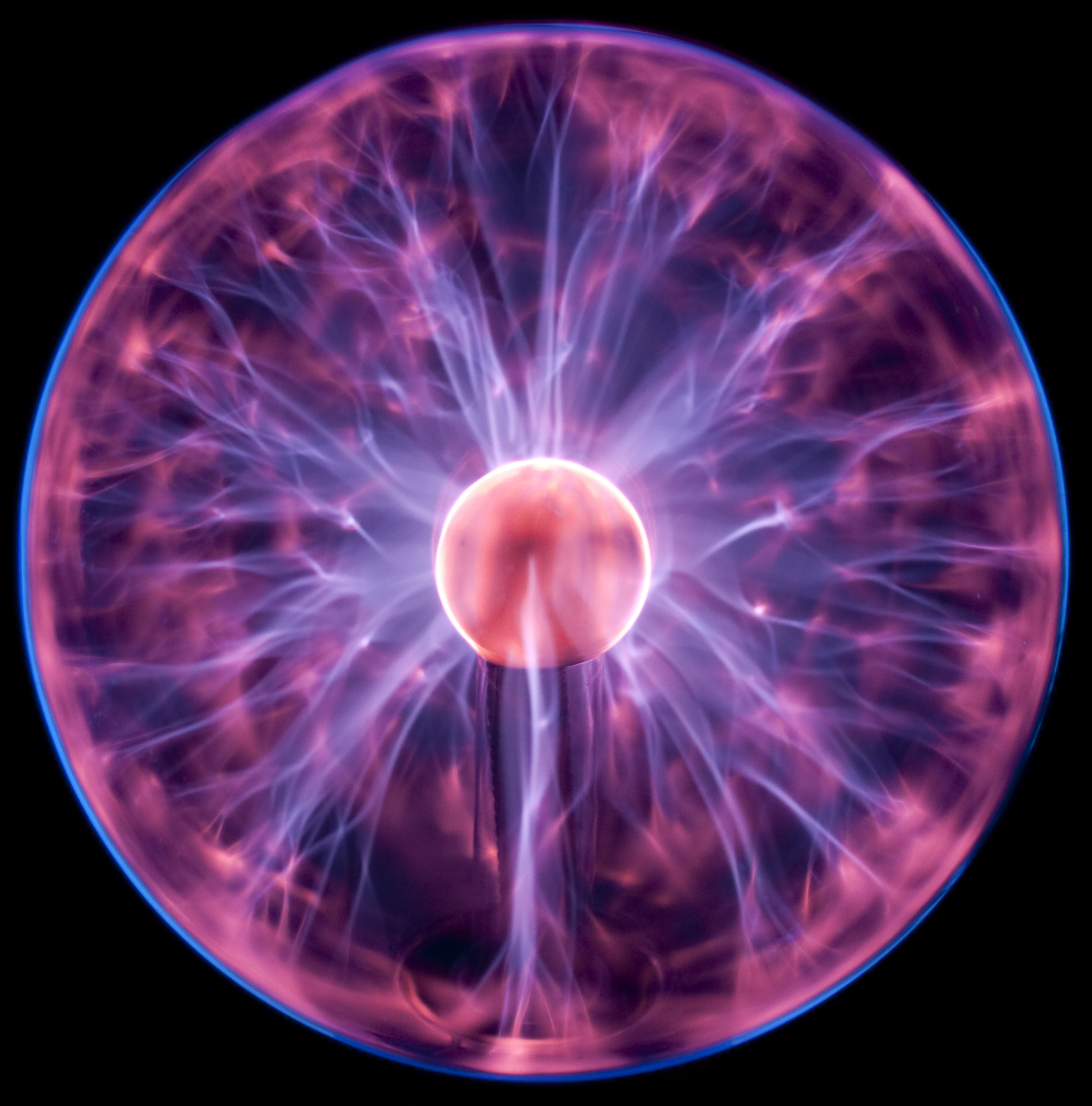
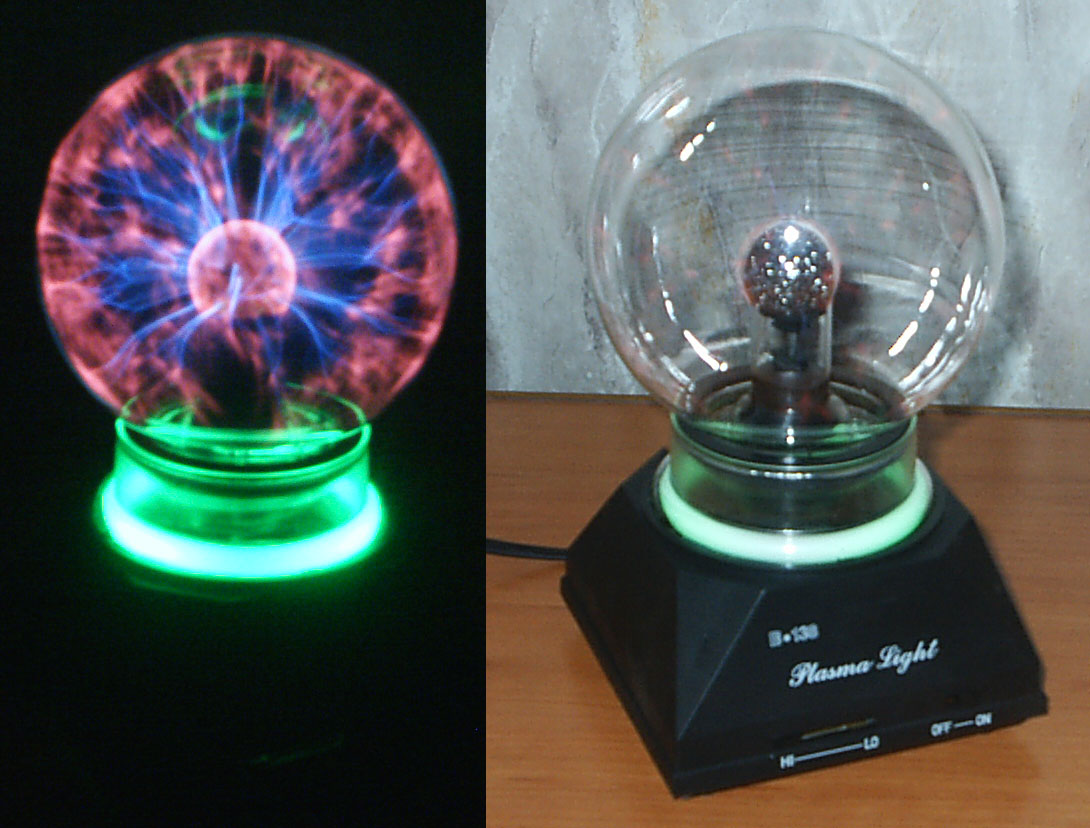
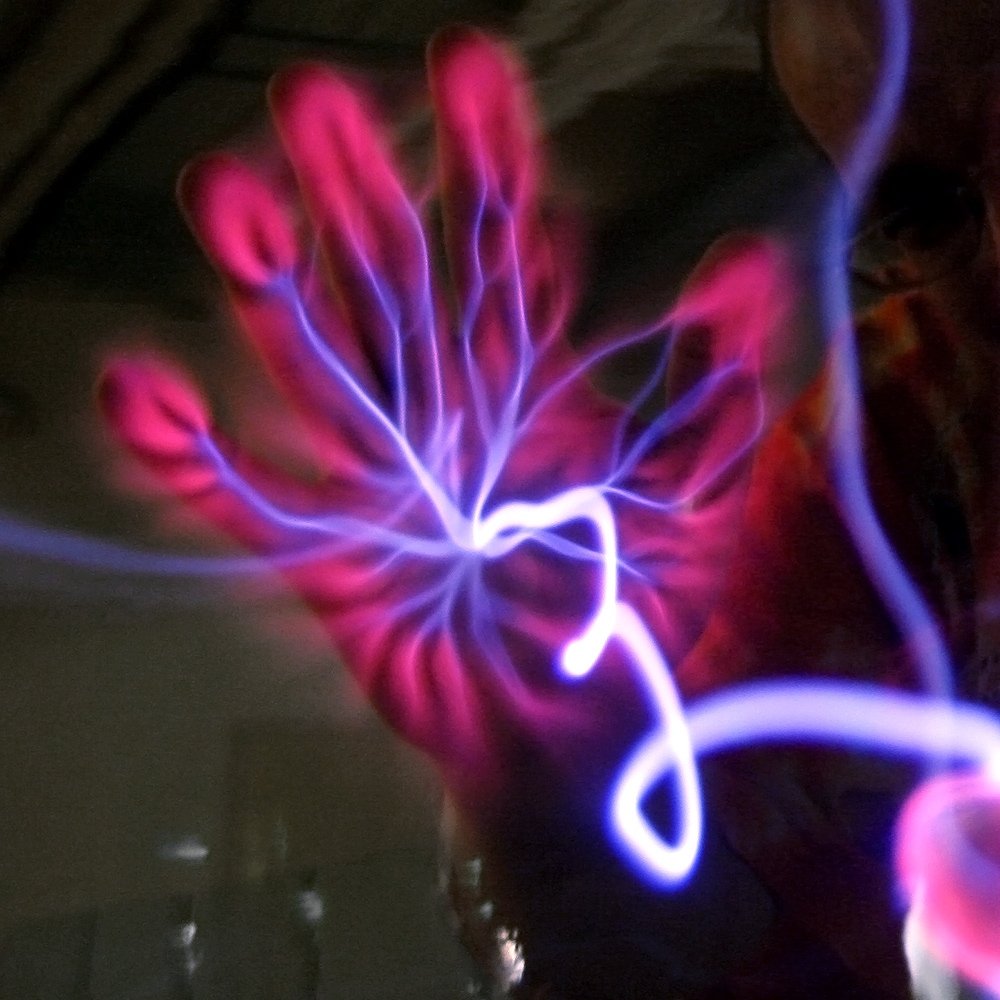

- videosoubor